# 三輪晴啓
三輪晴啓（みわ はるひろ、1934年9月4日- ）は、日本のジャーナリスト、国際政治学者。

## 略歴
愛知県出身。1959年東京外国語大学ドイツ語科卒、NHK勤務、報道局・国際局プロデューサー、報道ネットワーク専門委員をへて、駒沢女子大学教授となり、2004年退職。
東西ドイツ統一を報道、研究した。

## 著書
- 『ケルンからの手紙 ある放送記者のドイツ見て歩き』佑学社 1978
- 『12の瞳で見たドイツ 古都ケルン・子連れ生活日記』PHP研究所 1979
- 『ドイツの政治ABC 東西ドイツ統一へのあゆみ』鳳書房 1991
- 『ベルリンの風 統一ドイツの軌跡』鳳書房 1995

### 翻訳
- ハンス・クロル『大使の回想 独ソ和解を求めて』サイマル出版会 1970
- 『ブリューニング回顧録 1918-34年 上巻』今村晋一郎,佐瀬昌盛共訳 ぺりかん社 1974
- E.ヨーハン, J.ユンカー『ドイツ文化史 100年(1860-1960)の総合像』今村晋一郎共訳 サイマル出版会 197
- ジークフリート・フーバー『謎の帝国インカ その栄光と崩壊』佑学社 1978
- ミロスラフ・スティングル『古代インカ文明の謎 その先人たちの文化』佑学社 1982
- ヘルムート・シュミット『ドイツ人と隣人たち 続シュミット外交回想録』永井清彦,片岡哲史, 内野隆司共訳 岩波書店 1991
- ホルスト・テルチク『歴史を変えた329日 ドイツ統一の舞台裏』宗宮好和共監訳 日本放送出版協会 1992

## 論文
- <三輪晴啓